# شب‌زنده‌داری فینگن‌ها
شب‌زنده‌داری فینگن‌ها (به انگلیسی: Finnegans Wake) رمانی است نوشته نویسنده ایرلندی، جیمز جویس، که به خاطر سبک آن شهرت دارد و به عنوان یکی از دشوارترین آثار داستانی ادبیات انگلیسی شناخته می‌شود.
جیمز جویس پس از اتمام رمان اولیس دست به کار نوشتن شب‌زنده‌داری فینگن‌ها زد. به پایان بردن این رمان هفده سال به طول انجامید (۱۹۲۲–۱۹۳۹). یکی از عوامل که سبب تأخیر در اتمام این رمان شد بیماری دخترش، لوسیا، بود.
جیمز جویس شب‌زنده‌داری فینگن‌ها را در پاریس نوشت و در سال ۱۹۳۹، دو سال پیش از مرگش، منتشر کرد و این رمان آخرین اثر او است. جویس به منظور حفظ حق تألیف خود بخشی از شب زنده‌داری فینگن‌ها را در نیویورک منتشر کرد.
شب‌زنده‌داری فینگن‌ها را در فارسی «شب عزای فینگن‌ها» و «شب‌بیداری فینگن‌ها» هم نوشته‌اند.
شب‌زنده‌داری فینگن‌ها داستان زندگی خانواده‌ای ایرلندی از شب تا صبح است. نثر پیچیدهٔ رمان و واژه‌سازی‌های ترکیبی که نویسنده آگاهانه به کار برده‌است خواندن را دشوار کرده‌است.
در آغاز جنگ دوم جهانی، جیمز جویس نوشتهٔ «درحال پیش رفت» را که از هفده سال پیش آغاز کرده بود، به پایان برد و این اثر عظیم تحت عنوان «بیداری فینیگان‌ها» در سال ۱۹۳۹ منتشر شد. جویس این نوشتهٔ خود را «اثری دیوانه وار از یک دیوانه» نام گذارد. این کتاب هفت صد صفحه‌ای و پیچیده برخلاف اولیس، که نمودار روز است حوادث شب را دربردارد. اولیس تحت تأثیر کتاب اودیسه اثر هومر بیش‌تر جنبهٔ اساطیری داشت و قهرمانان اساطری را به زندگی عادی می‌کشاند؛ در حالی که «بیداری فینیگان‌ها» جنبهٔ تاریخی دارد و زندگی را در ضمیر ناخودآگاه منعکس می‌کند. اما جالب آن که قهرمانان هردو رمان از مردم عادی دوبلین هستند. روش شگفت‌انگیزی که در ساختمان هردو رمان به کار رفته‌است، آن‌ها را به آثاری بدیع و غیر معمول بدل ساخته‌است.